# زبان اوسکی
اوسکی زبانی از میان‌رفته است که میان سال‌های ۵۰۰ تا ۱۰۰ پیش از میلاد در میان قبیله‌های اوسک در جنوب ایتالیا گویشورانی داشته‌است.
اوسک‌ها برای نگارش زبانشان از الفباهای لاتین، یونانی و الفبای ایتالیک باستان بهره می‌بردند.

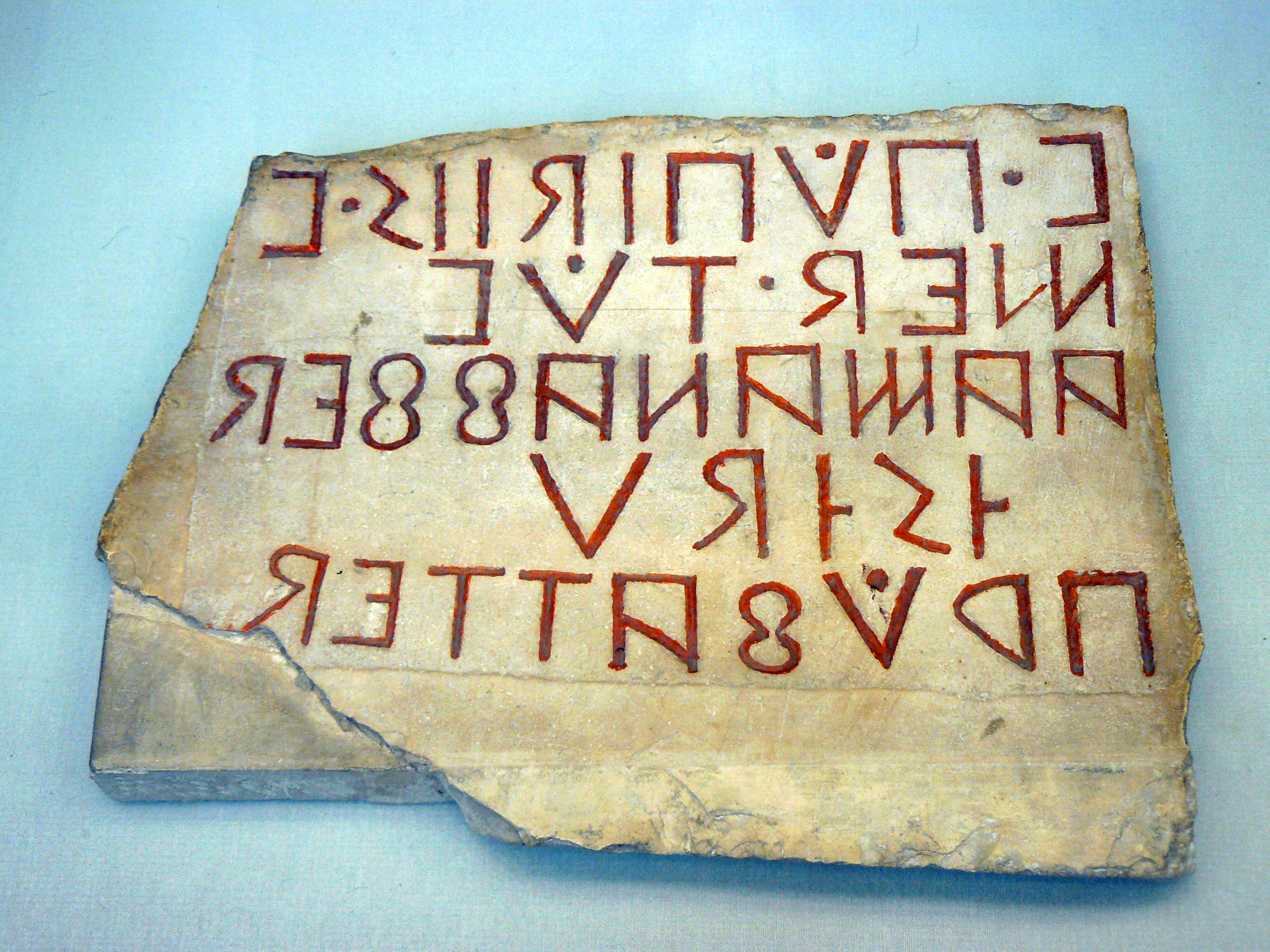
سنگ‌نگاره‌ای به خط و زبان اوسکی؛ بریتیش میوزیوم